# Colonia Álamos
La colonia Álamos se ubica en la parte noreste de la alcaldía Benito Juárez, en la zona centro-sur de la Ciudad de México, a poco más de tres kilómetros al sur del Zócalo. Está limitada por las avenidas Viaducto Miguel Alemán, al norte; Correspondencia, al sur; Calzada de Tlalpan, al oriente, y Eje Central Lázaro Cárdenas, al oeste.
Colinda con la colonia Narvarte, al poniente; con la colonia Atenor Sala (véase Antenor Sala), al noroeste; con la colonia Postal, al sur; con la colonia Iztaccíhuatl, al sureste; con la colonia Moderna y la colonia Viaducto Piedad (de la alcaldía Iztacalco), al oriente; con la colonia Asturias (de la alcaldía Cuauhtémoc), al noreste; con la colonia Algarín, de la alcaldía Cuauhtémoc, al norte, y con la colonia Buenos Aires (de la alcaldía Cuauhtémoc, también), al noroeste.

## Historia
La colonia Álamos se ubica en lo que antiguamente era el lago de Texcoco, y el único vestigio que queda de la época prehispánica es la traza de la calzada de Tlalpan (antigua calzada México-Iztapalapa), paralela a la cual se hace la traza de las calles, que coincide con la parte poniente del Centro Histórico.

### Colonia Algarín
Originalmente, la colonia Álamos formaba parte de la colonia Algarín, con la cual comparte traza, y a la fecha aún hay tapas de coladeras en la colonia Álamos que llevan la leyenda “Algarín”.[cita requerida] La colonia Algarín estaba dividida por el río de la Piedad (hoy Viaducto Miguel Alemán). La parte ubicada al norte del río de la Piedad fue la primera que se pobló, y es la que actualmente corresponde a la colonia Algarín. Mientras tanto, la parte al sur del río (la que ahora es la colonia Álamos) no se pobló en su totalidad sino hasta finales de la década de 1930.[cita requerida]
Antes de que la colonia se poblara de casas, se establecieron en ella algunas bodegas y pequeñas fábricas, de entre las cuales es posible apreciar todavía una fábrica de hielo en las calles de Soria y de Castilla, así como la primera planta de agua embotellada de Electropura, en la calle Andalucía.

### Colonia Del Valle
Contemporánea de la colonia Del Valle Norte, la colonia Álamos comparte con esta la forma y el tamaño de sus calles, así como la traza. También comparte con ella el estilo arquitectónico de sus casas, donde destacan los estilos español y colonial californiano.[cita requerida]

## Nombres de las calles
Los nombres de sus calles corresponden a los de ciudades y provincias de España, lo cual coincide con la llegada de refugiados españoles de la guerra civil de ese país. Sin embargo, aunque varios colonos fundadores eran españoles, no se tiene registrado que se trate de los exiliados de dicha guerra.
Se dice que el nombre de la colonia proviene del nombre del rancho que se encontraba anteriormente en los terrenos donde actualmente está la colonia, y no tanto por la presencia de dichos árboles. También se cuenta que el primer director de la Escuela "Estado de Chiapas", propuso que se plantaran álamos para darle sentido al nombre de la colonia.[cita requerida]

### Terremoto del 19 de septiembre de 1985
La colonia Álamos, al igual que las colonias Roma, Narvarte, Doctores, Juárez, Tlatelolco y el Centro Histórico, sufrió las consecuencias del terremoto del 19 de septiembre de 1985 en la Ciudad de México: varias casas quedaron dañadas y tuvieron que ser demolidas; también, se colapsó un edificio de departamentos en la esquina del Eje 4 Sur Xola y Castilla, lugar donde actualmente se encuentra un restaurante Bisquets Obregón.[cita requerida]
Ese mismo terremoto causó daños severos a la Escuela Primaria "Estado de Chiapas", la cual tuvo que ser demolida y, gracias al apoyo del Club de Leones Internacional, fue reconstruida, y en honor a este club, cambió su nombre a Leonismo Internacional.

### Cambio en el Bando 2
La colonia Álamos, al igual que muchas otras colonias céntricas, sufrió una despoblación después del terremoto de 1985. El Gobierno del Distrito Federal (hoy Gobierno de la Ciudad de México) aprobó cambios en la legislación a fin de incentivar la repoblación de dichas colonias, y a partir de ese momento importantes firmas inmobiliarias compraron viejas casonas y vecindades para demolerlas y construir, en su lugar, departamentos de interés social.
A los pocos años y al notar un incremento en la plusvalía, esas compañías dieron un cambio y empezaron a construir edificios enfocados más al sector residencial medio.

### Restaurante "El Amanecer Tapatío"
Fue un restaurante-cantina, ubicado en la esquina del Eje Central Lázaro Cárdenas (por entonces llamado avenida Niño Perdido), la avenida Obrero Mundial y la calle Alfonso, donde artistas como Vicente Fernández, David Záizar, Juan Záizar y Felipe Arriaga iniciaron su carrera.[cita requerida]

## Sitios de interés
- Jardín Felipe Santiago Xicoténcatl (conocido con el nombre Parque Álamos)
- Mercado Álamos
- Parroquia Nuestra Señora de la Consolación, una iglesia agustina (calle Toledo 57)
- Sociedad Astronómica de México (en el interior del parque)
- Sopes de los Álamos, en la calle Soria 41.

## Transporte
Existen servicios de transporte por la Calzada de Tlalpan: las estaciones Viaducto y Xola, ambas de la línea 2 del Metro de la Ciudad de México; el servicio de trolebús, por el Eje Central Lázaro Cárdenas; el metrobús, por la avenida Eje 4 Sur Xola (estaciones Álamos y Xola, de la línea 2).[cita requerida]

## Residentes
- La periodista Carmen Aristegui vivió su infancia en esta colonia,[5] y estudió en la Escuela Primaria "Estado de Chiapas" (hoy Escuela Primaria "Leonismo Internacional")
- Ernesto Zedillo Ponce de León, expresidente de México, vivió en la colonia Álamos durante su época de estudiante.[6]
- Dos miembros del Escuadrón 201 fueron vecinos de la colonia.
- El cantante Manolo Muñoz, originario del estado de Jalisco, residió hasta el final de sus días en la colonia Álamos, en la calle de Toledo.
- Frecuentemente se veía al actor Julio Alemán, cuando era candidato a diputado por el PRI, transitar por la colonia.
- La actriz Lucía Méndez y su hermano Abraham vivieron algún tiempo sobre la calle de Toledo en la colonia Álamos en la casa de su madre, que aún reside ahí. Se puede ver a Lucía, cuando viene a México, comer los sopes de Olga frente al parque.
- También vivió en la casa de su madre Miguel "El Piojo" Herrera, sobre la calle de Asturias.
- El actor y comediante Benito Castro declara haber vivido parte de su juventud en la colonia, sobre la calle de Bolívar.
- En la calle Alfonso XIII número 80, vivió el cronista de la colonia, el arquitecto Ramón Ramos Pacheco, que fue el creador de los Juegos Rústicos Mexicanos.
- La artista visual y sonora PIA * Cantos Floridos vivió 30 años en esta colonia.
- El mentor y formador Internacional de vendedores y líderes César Alexander Lara vivió en esta colonia.
- El actor de doblaje y cantante Guillermo Coria es un conocido residente al norte de la colonia, cerca de la avenida Miguel Alemán.